# 麻薬・覚せい剤乱用防止センター
公益財団法人麻薬・覚せい剤乱用防止センター（まやく・かくせいざいらんようぼうしせんたー、英語: Drug Abuse Prevention Center DAPC）とは、麻薬、覚せい剤の乱用防止のため設立された公益法人。元厚生労働省及び警察庁所管。本部は東京都港区虎ノ門2-7-9にある。
1987年に設立。「ダメ。ゼッタイ。」の標語で、キャンペーン活動を行っている。タレントを起用したポスターも作られている。
Yahoo! JAPANにて一部薬物を検索すると検索最上部に麻薬・覚せい剤乱用防止センターのリンクがでるようになっている。